# Ryan Hawkins
Ryan Hawkins (Atlantic (Iowa), 12 de mayo de 1997) es un baloncestista estadounidense que pertenece a la plantilla del Stade rochelais basket de la LNB Pro A] francesa. Con 2,01 metros de estatura, juega en la posición de ala-pívot.

## Trayectoria deportiva
Es un jugador formado en la Atlantic High School de su ciudad natal hasta 2017, cuando ingresa en la Universidad Estatal del Noroeste de Misuri, ubicada en Maryville, Missouri, donde jugaría durante cuatro temporadas en la NCAA Division II con los Northwest Missouri State Bearcats.
En 2021, en su última temporada universitaria ingresa en la Universidad Creighton, situada en Omaha, Nebraska, donde jugaría la NCAA con los Creighton Bluejays en la temporada 2021-22.
Tras no ser drafteado en 2022, Hawkins jugó para los Golden State Warriors y Toronto Raptors en la Liga de verano de la NBA. Más tarde, firmaría un contrato con los Raptors 905 con los que jugaría la NBA G League.
El 19 de julio de 2023, firma por el Pistoia Basket 2000 de la Lega Basket Serie A.
El 24 de julio de 2024 firmó con el Stade rochelais basket de la Pro A francesa.